# Déclaration de guerre de la France au roi de Bohême et de Hongrie
La déclaration de guerre de la nation française, sur la proposition du roi, au roi de Bohême et de Hongrie (cette expression désignant le Saint-Empire et les possessions de la maison d'Autriche) a lieu le 20 avril 1792. Tout en relançant le mouvement révolutionnaire, elle entraîne la chute de Louis XVI et ouvre une période nouvelle dans l'histoire de l'Europe.
L'empereur élu, appartenant à la maison d'Autriche, règne sur le Saint-Empire. Il est également roi de Bohême et de Hongrie et a comme allié la Prusse, dont la partie située hors de l'Empire est un État indépendant.
Au mois de mai 1791, Léopold II, empereur du Saint-Empire romain, roi de Bohême et de Hongrie, est averti par sa sœur, la reine de France Marie-Antoinette, de la préparation de la fuite imminente de la famille royale de France. Cette nouvelle situation met ce monarque dans l'obligation d'intervenir dans les affaires françaises. La fuite manquée de Louis XVI, arrêté à Varennes, est un des actes les plus importants de la Révolution française. Cette initiative malheureuse du roi précipite la guerre — déclarée au « roi de Bohême et de Hongrie », cette expression désignant l'empereur du Saint-Empire et ses États — entre la jeune monarchie constitutionnelle et l'Europe dynastique. La présence, non loin des frontières, de l'armée des émigrés a également alimenté cette crise en Europe.

## Contexte

### La révolution de 1789 et l'Europe

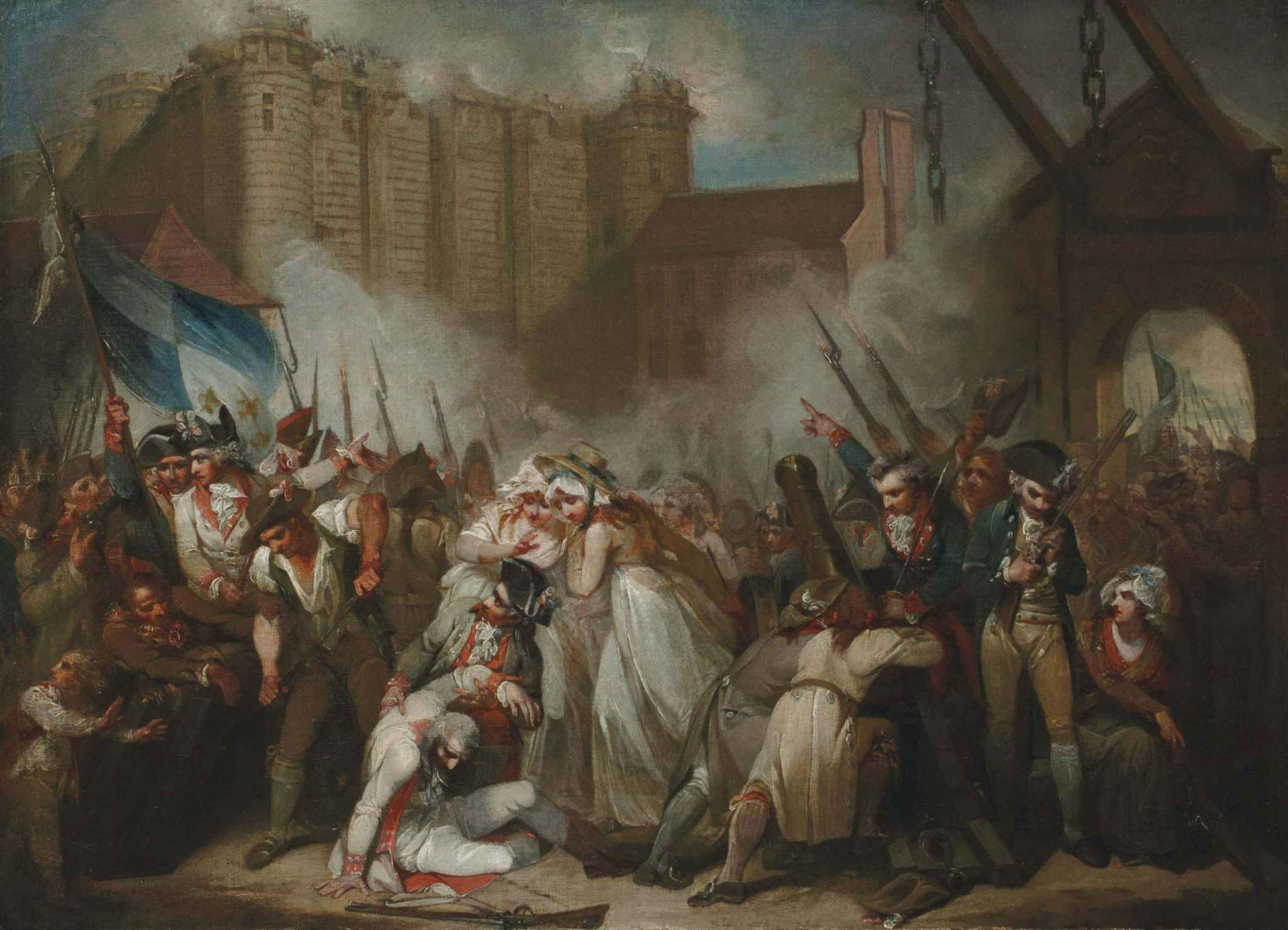
La prise de la Bastille, par l'Anglais Henry Singleton (musée de la Révolution française).

Dès le début, le développement des idées révolutionnaires inquiète certains rois européens, qui comprennent immédiatement que les fondements de 1789 détiennent en eux-mêmes un rayonnement suffisamment important pour saper leur pouvoir absolu. Par sa spécificité, la Révolution française véhicule le projet d'un bouleversement radical de l'Europe. Ces réformes démocratiques n'étaient toutefois pas neuves en Europe, l'empereur Joseph II et ses ministres éclairés avaient déjà tenté de les faire appliquer dans l'Empire. Quant à l'Angleterre, il y avait longtemps qu'elle était une monarchie parlementaire constitutionnelle. En Prusse, le monarque (depuis Frédéric II) se considérait comme serviteur de l'État. Plusieurs États européens, comme les Provinces-Unies, la Suisse, Venise ou Gênes, sont des républiques. Peu de pays se montrent insensibles aux événements de France. Certaines élites suivent avec intérêt les événements français, voire s'enthousiasment. Les réactions des souverains sont partagées. Y voyant une forme de décadence, les alliés du royaume de France s'en désolent, d'autres s'en réjouissent. Dans l'ensemble, les souverains des anciennes monarchies gardent leur sang-froid. À l'égard de la France, il n'existe pas de réelle menace de guerre. La France a d'ailleurs, dès août 1790, dénoncé les anciennes alliances, et, un an après, l'Assemblée constituante décrète « que la nation française ne fera jamais la guerre dans le but de procéder à des conquêtes ».

### Situation politique de l'Europe en 1791
Les principales puissances européennes ne se désintéressent pas des affaires françaises, mais, impliquées dans leurs propres problèmes, elles font passer la Révolution française au second plan de leurs préoccupations . L'Angleterre, qui sort d'une guerre avec l'Espagne, trouve cette situation avantageuse : une France en pleine désorganisation ne peut que faciliter son commerce, et l'affaiblissement de Louis XVI ne déplaît pas à Léopold II. Dans l'immédiat, les embarras de l'empereur, chef naturel de l'Europe autocratique, ne viennent pas de la France, mais de l'Empire ottoman et de la Pologne. Si Catherine II, l'impératrice de Russie, soutient les émigrés et prône la croisade contre les « anarchistes » de Paris, ses manigances pour s'emparer et occuper la Pologne paraissent catastrophiques au roi de Prusse, Frédéric-Guillaume II, et à l'empereur du Saint-Empire, Léopold II, ce qui les a contraints à un rapprochement définitif. Le 27 août 1791 une entrevue, suivie d'une déclaration, ont lieu à Pillnitz, en Saxe.

### Les suites de Varennes
Les 20 et 21 juin, la fuite de Louis XVI et son arrestation à Varennes provoquent le durcissement du mouvement populaire. Dès le 21 juin, l'Assemblée constituante décide de suspendre le roi. La république devient tout à coup, dans l'esprit de certains, un régime possible, bien que les sociétés populaires jugent les principes républicains inapplicables dans un pays aussi grand que la France. Pour beaucoup, la déchéance de Louis XVI et une régence paraissent encore préférables . Face à l'agitation républicaine, la Constituante dans son ensemble reste monarchiste, et le club des jacobins se cantonne dans une stricte légalité. Puis, pour faire face à la succession de pétitions réclamant la déchéance du roi, l'Assemblée, sur une idée de Barnave, déclare que le roi a été enlevé et, de ce fait, se trouve innocent.

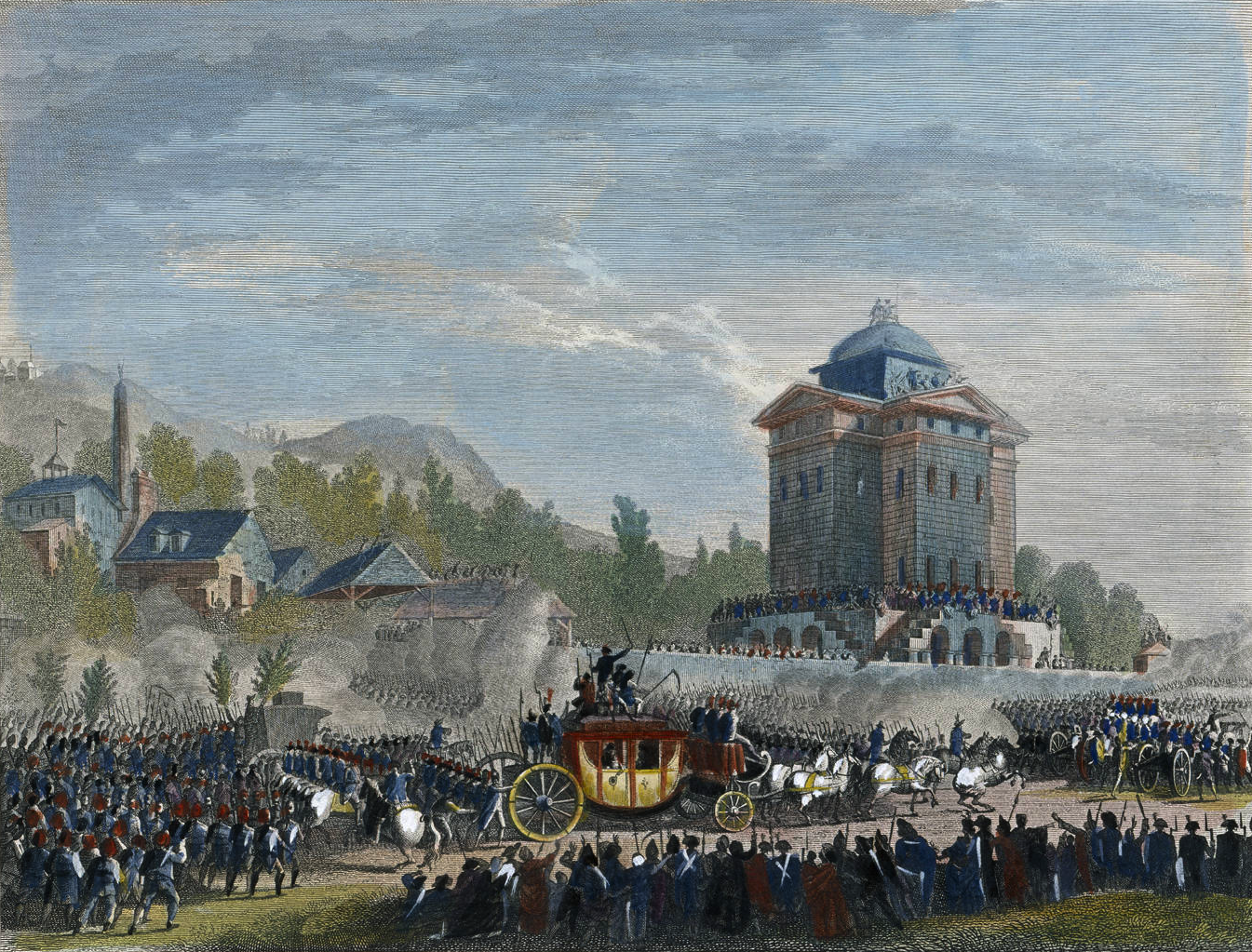
Retour de Varennes - Arrivée de Louis Seize à Paris, de Jean Duplessis-Bertaux.

Les tenants d'une monarchie constitutionnelle (les futurs Feuillants) comprennent que la chute du roi entraînerait l'écroulement de tout l'édifice fondé par la Constituante. Les modérés s'unissent pour soutenir le roi menacé. Ils prennent prétexte, le 17 juillet 1791, du dépôt d'une pétition, déclarée contraire à la Constitution, pour rétablir l'ordre. Cette reprise en main tourne à une répression sanglante, contre les républicains et les démocrates, lors de la fusillade du Champ-de-Mars. Désormais, un fossé s'est creusé entre les constitutionnels et les mouvements populaires les plus avancés. La veille, Louis XVI a été rétabli sur son trône par les décrets des 15 et 16 juillet votés par la Constituante, dominée par les députés constitutionnels et royalistes, qui veulent terminer la Révolution.
La révision de la Constitution, achevée le 3 septembre, est acceptée le 13 par le roi, qui formule quelques critiques sur l'organisation des pouvoirs, mais prête serment de fidélité le 14. Léopold II, déjà peu enclin à une intervention en France, n'est pas foncièrement opposé aux réformes constitutionnelles, et approuve le choix de Louis XVI, ce qui ôte à Marie-Antoinette, du moins dans l'immédiat, toute illusion de retour à l'ordre ancien. « Quel malheur que l'empereur nous ait trahis », dira-t-elle. Le 30 septembre, l'Assemblée constituante se sépare, pensant avoir achevé l'union de la royauté et de la bourgeoisie censitaire contre la poussée populaire et la contre-révolution aristocratique.

### La scission des Jacobins (16 juillet 1791)
La fuite du roi, le 20 juin 1791, a fait voler en éclats l'unité de la Révolution et mis au jour les divisions profondes qui existent entre les monarchistes constitutionnels, Jacobins de la première heure, pressés de terminer la Révolution, et les Jacobins démocrates, qui considèrent que celle-ci n'a pas atteint ses objectifs. Le décret du 15 juillet innocentant Louis XVI après sa fuite, est contesté le 16 juillet par une pétition demandant sa mise en accusation. Cette pétition fournit le prétexte permettant à une importante partie des députés de rompre avec un groupe qui s'éloigne de la ligne modérée prônée par le triumvirat : Antoine Barnave, Alexandre de Lameth, Adrien Duport.
Les partisans de la Constitution de 1791 décident de créer leur club rue Saint-Honoré, dans l'ancien couvent des Feuillants, dont ils prennent le nom. Cette scission, aggravée le 17 juillet 1791 par la fusillade du Champ-de-Mars, constitue la première grande division interne du mouvement révolutionnaire. Dans un premier temps, cette rupture paraît favorable aux Feuillants. Pourtant, dès la séparation de l'Assemblée constituante, les Jacobins ont reconquis le terrain perdu. Après le 1er octobre 1791, la plupart des nouveaux élus de gauche à la Législative affluent naturellement au club des Jacobins.

### Les Feuillants
Issus de la scission des Jacobins, les Feuillants, ou monarchistes constitutionnels, sont aux Affaires, et prétendent conseiller la Cour. Ce sont des modérés représentant une certaine bourgeoisie et la noblesse aux idées avancées. Profitant du soutien et des suffrages du centre, indécis mais modéré comme eux, ils sont, pour la plupart, opposés à la politique anticléricale et belliciste des Girondins. Parti de l'ordre, après Varennes, ils prônent une politique de collaboration avec la Cour. Cette politique est vouée à l'échec dès le début, car seuls les Feuillants sont sincères. Le 29 juillet 1791, déjà, la reine explique à Mercy-Argenteau, à Breteuil, à l'empereur : il faut « qu'au moins, pendant un temps encore », ils croient qu'elle est « de leur avis »… jusqu'au moment où les Alliés pourront intervenir et venir la sauver ; et, le 26 août, elle écrit à nouveau à Mercy : « Nous n'avons plus de ressources que dans les puissances étrangères, il faut à tout prix qu'elles viennent à notre secours… ».

### Les points d'achoppement entre Jacobins et Feuillants

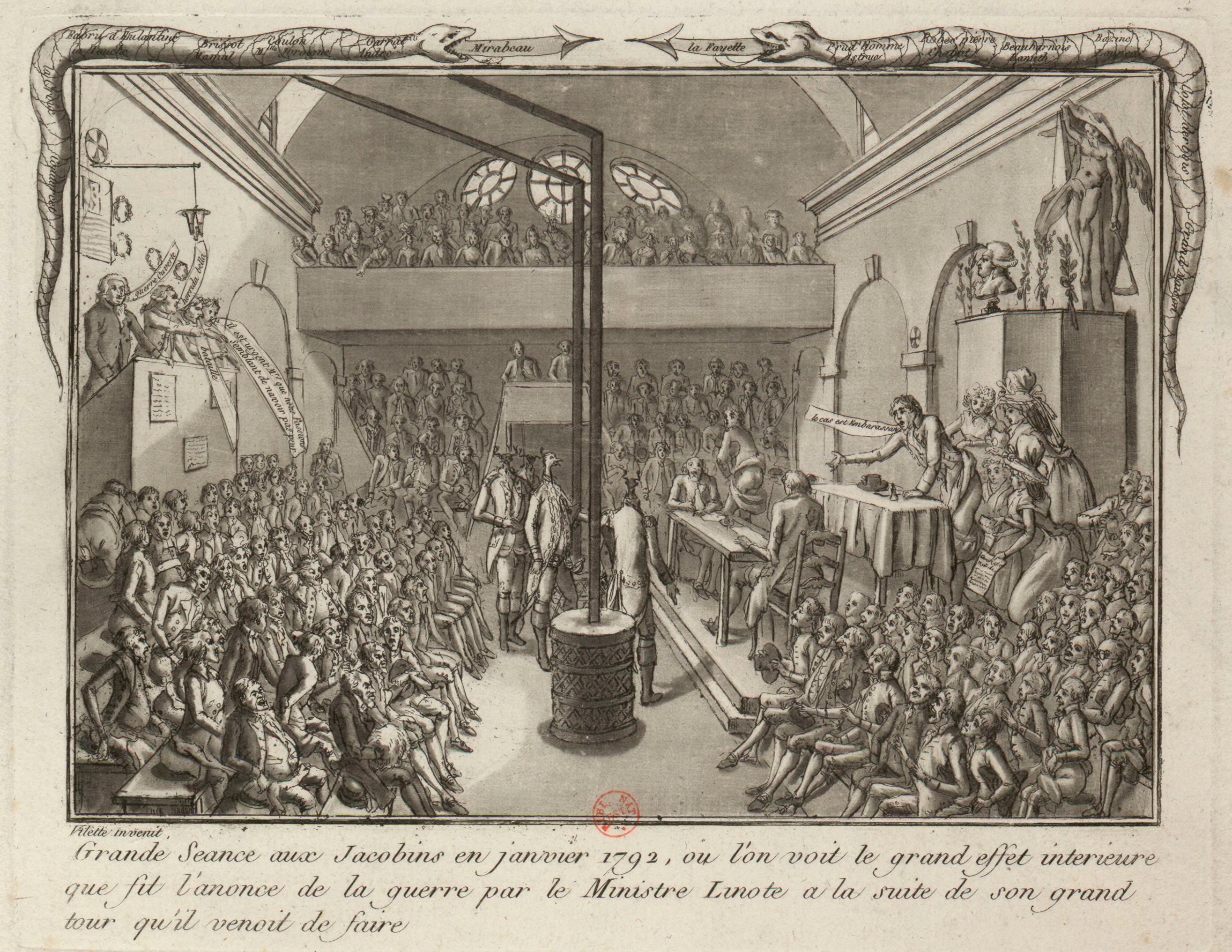
Estampe satirique monarchiste représentant le ministre Narbonne avec une tête de linotte, accompagné par trois personnages à tête de hannetons, venant annoncer au club des jacobins la guerre contre le roi de Bohême et de Hongrie en janvier 1792. Remués jusqu'aux entrailles par cette annonce, les Jacobins ont leurs culottes bas et sont assis sur des chaises percées tandis qu'à la tribune, quatre orateurs débattent de la question.
Paris, BnF, département des estampes et de la photographie, 1792.

Un des principaux points d'achoppement, jusqu'à l'insurrection du 10 août, tourne autour d'une question constitutionnelle : le veto suspensif attribué au roi par la Constitution de 1791. Ce dispositif n'est pas accepté par la plupart des Jacobins et des sociétés populaires. Ainsi, dès le 25 novembre 1791, soit quelques semaines après sa divulgation, la Constitution est attaquée à l'Assemblée, au travers de la personne du roi, accusé de vouloir protéger les ennemis de la Révolution avec ce veto. L'accusation est reprise, le 11 janvier 1792, par Robespierre, qui, aux Jacobins, dénonce le veto que Louis XVI met le 19 décembre en faveur des prêtres insermentés et des émigrés contre le décret de l'Assemblée. L'Incorruptible considère le veto contraire à la Constitution, et envisage l'épreuve de force . La Constitution se trouve, en conséquence, gravement contestée. L'ambition de Barnave et des Feuillants de stabiliser la situation politique en faisant d'abord accepter la Constitution au roi, puis en établissant de bons rapports entre les pouvoirs législatif et exécutif, se révèle vite impossible .
De plus, la question de la guerre divise fortement leur parti, qui s'en trouve très affaibli ; ses modérés redoutent un conflit qui réduirait à néant les acquis de la Révolution . Comprenant le danger qui menace la monarchie, ainsi que l'ordre libéral et bourgeois, ils luttent pour sauvegarder la paix. Mais, en leur sein, les militaires vont évoluer et se rapprocher des vues du général La Fayette, qui se persuade progressivement qu'une guerre limitée et une victoire rapide permettraient aux généraux victorieux d'affermir le roi et d'arrêter définitivement la Révolution. Les illusions de ceux-ci et la trahison de la Cour auront raison de leur bonnes intentions. Ainsi, la politique qu'ils essayent de mener se révèle sans prise sur l'Assemblée comme sur l'opinion. Dès lors, à terme, leur abaissement et leur disparition deviennent inévitables .

## Les événements préalables à la guerre

### La déclaration de Pillnitz
La rencontre, décidée le 11 juin 1791, entre l'empereur du Saint-Empire et le roi de Prusse, a lieu le 27 août à Pillnitz. Son but principal était de régler le problème posé par l'empire russe avec le royaume de Pologne. Mais, entre les deux, a eu lieu la fuite manquée de Louis XVI, qui, après avoir averti l'empereur de son projet d'évasion, l'incite à menacer la Révolution, et va ainsi obliger celui-ci à s'investir dans les affaires françaises en signant la déclaration de Pillnitz, déclaration d'intention qui ne s'accompagne d'aucune mesure précise, se bornant à désigner le danger qui menace le trône de Louis XVI. Elle invite les autres souverains à joindre leurs forces aux leurs : « alors et dans ce cas », ils passeraient à l'action. Mais tout ceci est soumis à une entente éventuelle avec d'autres puissances européennes. Afin d'intimider les Jacobins et de laisser les princes français émigrés interpréter la proclamation comme un ultimatum, les monarques commettent l'erreur de faire publier cette déclaration.

### L'Assemblée législative

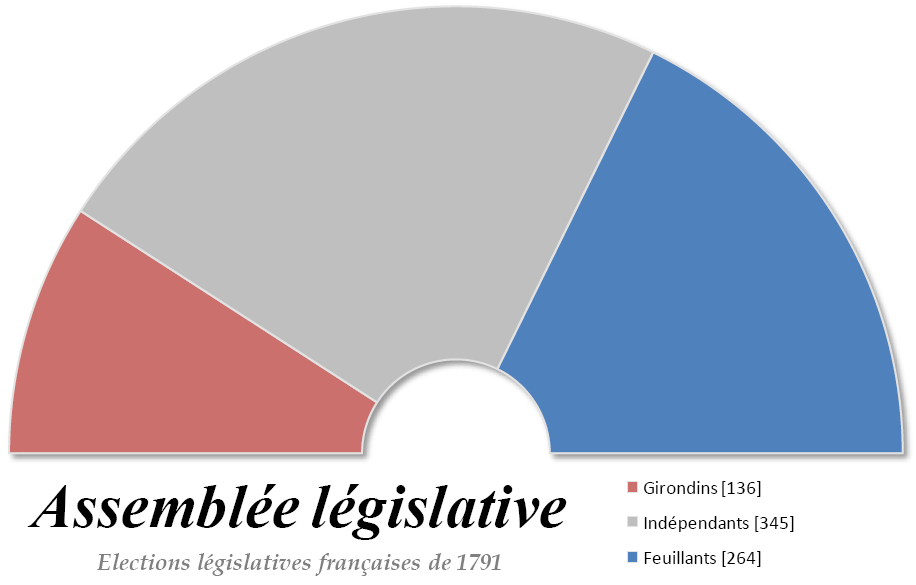
Composition de l'Assemblée législative en septembre 1791.

Depuis l'affaire du Champ-de-Mars, les Feuillants paraissent maîtriser la situation politique en France. On ne parle plus de République. Le 30 septembre 1791, la Constituante se sépare, et, le lendemain 1er octobre, l'Assemblée nationale législative nouvellement élue se réunit salle du Manège . Auparavant, sur une proposition de Robespierre, elle avait voté l'inéligibilité de ses membres : tous les députés de la Législative doivent être des hommes nouveaux . Les assemblées primaires ont élu 745 députés entre le 29 août et le 5 septembre 1791, ceci après l'émotion qu'ont suscitée la déclaration de Pillnitz et la fusillade du Champ-de-Mars. Par rapport à la Constituante, un glissement à gauche s'est amorcé. Les aristocrates et partisans de l'Ancien Régime monarchique absolu, ayant perdu toute influence, se trouvent sans forces, et ne peuvent plus agir .
La droite est désormais constituée des Feuillants, représentés par 250 députés attachés à la Constitution. Pour eux, la Révolution est terminée, et la fuite de Varennes ne justifie pas de remettre en cause le nouveau régime de monarchie constitutionnelle . Le Centre, fort de 345 députés, est le plus nombreux. Ce Centre, appelé aussi « Indépendants », ou bien « le Marais », est attaché à la Révolution. Cependant, ses opinions sont fluctuantes, et il se trouve sans hommes marquants. C'est une masse instable, que chaque grand parti essaiera d'amener à ses vues tout au long de la durée de la législature.
La gauche, formée de 136 députés pour la plupart inscrits au club des jacobins, est composée des élus les plus ardents de la Législative, qu'on appelle alors les « Brissotins » en raison de la personnalité de leur chef, Jacques Pierre Brissot. Ils seront connus dans l'Histoire sous le nom de « Girondins » — nom donné par Lamartine dans ses travaux sur ces derniers — en raison de la personnalité de certains de ses élus, venus du département de la Gironde, tels Vergniaud (leur meilleur orateur), Guadet, Gensonné, etc. . Ils joueront un rôle prépondérant jusqu'au 10 août 1792.
L'extrême gauche, fort peu étoffée, est représentée par des révolutionnaires plus avancés tels que Merlin de Thionville, Bazire et Chabot, « le trio cordelier » ; et par Robert Lindet, Couthon ou Carnot, etc. Leur influence sur l'Assemblée est presque nulle, mais, en revanche, leur ascendant sur les clubs et les sociétés populaires est incontestable  La plupart de ces nouveaux élus ne sont pas des néophytes. Depuis 1789, ils ont fait leur apprentissage politique dans les assemblées communales et départementales.

### Situation sociale en France (fin 1791 - début 1792)
L'année 1791 fut particulièrement difficile pour l'Assemblée constituante, qui dut faire face aux troubles intérieurs, auxquels s'ajoutèrent les embarras extérieurs. La nouvelle assemblée hérite de ces difficultés non résolues. À l'automne, la baisse de l'assignat et l'augmentation du prix des approvisionnements, surtout des denrées coloniales, causent à nouveau des troubles dans les villes et les campagnes en confrontant les nouveaux députés à des difficultés économiques et sociales.
La lutte pour les produits de première nécessité se généralise. On voit, notamment, dans le département de l'Eure, toute une population de petites gens se regrouper en demandant l'union de tous afin de faire baisser le prix du pain. Ainsi s'affirme un mouvement populaire indépendant pour unir les réclamations économiques à la nécessité d'une véritable démocratie politique. D'autre part, aux jacqueries paysannes s'ajoutent des troubles créés par le clergé, devenu contre-révolutionnaire après la Constitution civile du clergé et la confiscation des biens de l'Église.

## La marche vers la guerre extérieure

### Les suites de Pillnitz

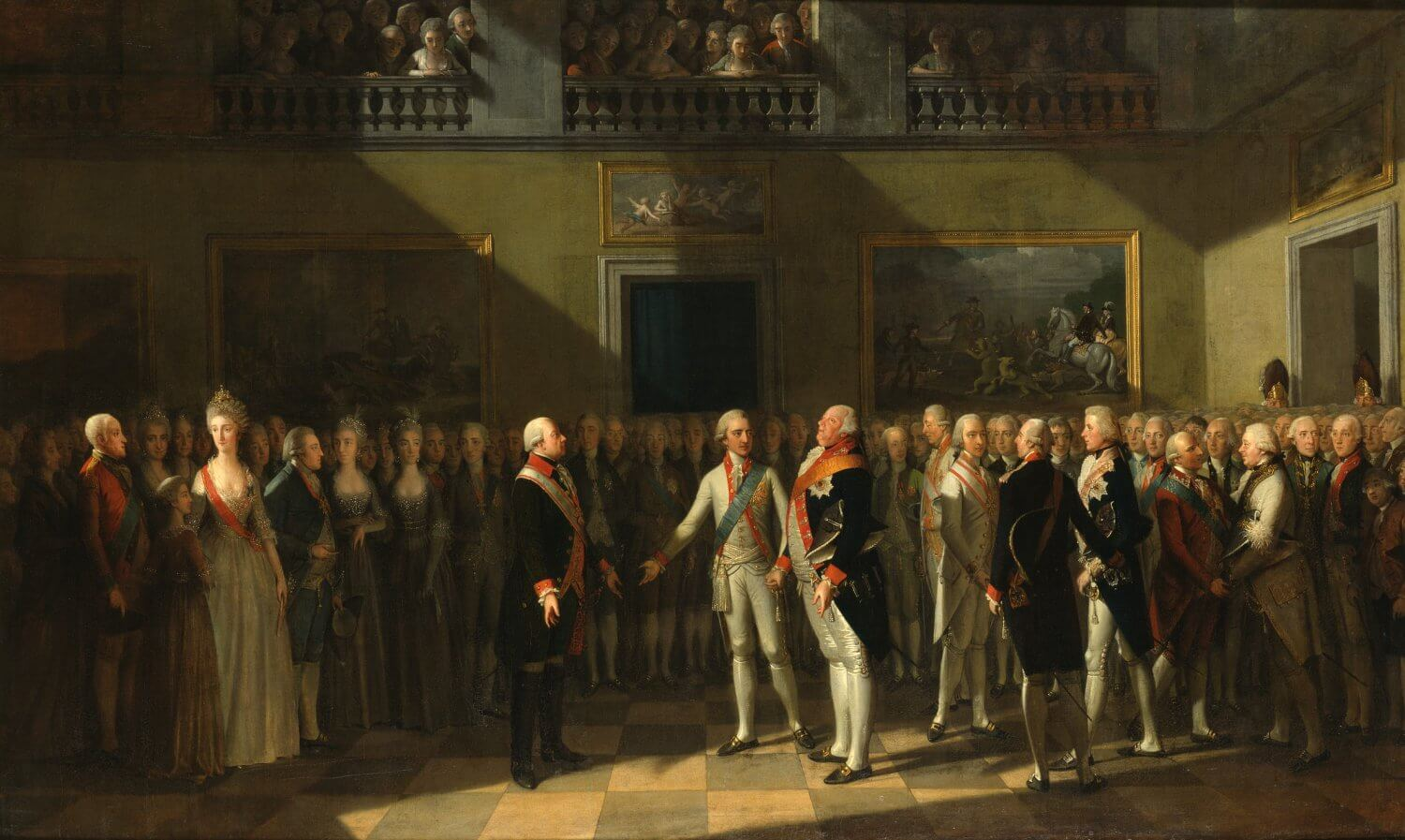
La déclaration de Pillnitz, du peintre allemand Johann Heinrich Schmidt.

La déclaration de Pillnitz, largement diffusée après le 27 août 1791, dépasse les espérances de ses auteurs en se répandant partout. Léopold II, persuadé qu'il a sauvé Louis XVI en intimidant les Jacobins de la Constituante, demeure convaincu que la menace d'une intervention suffit à affaiblir la fougue jacobine. Ainsi, fort de ses certitudes, le 12 novembre, il invite à nouveau les Cours européennes à réaliser l'union pour intimider les révolutionnaires. Cette ingérence de la cour de Vienne est mal acceptée par la France. La Révolution se sent menacée. Le sentiment national en est exacerbé. L'effet de peur, sur lequel comptait Léopold II, échoue et se retourne contre lui, renforçant le parti de la guerre.

### La politique des Girondins
Les rumeurs de guerre ne datent pas de ces derniers mois de 1791. Les journaux n'ont pas cessé de les propager depuis la fin de 1789. La France, qui a déclaré la paix au monde en mai 1790, vit dans la peur permanente d'un conflit. Mais les principes qu'elle s'est donnés rendent difficile le maintien de la paix car ils bouleversent le droit international. En effet, dès novembre 1790, l'Assemblée nationale a déclaré aux princes allemands que l'Alsace était française non par droit de conquête, mais par la volonté de ses habitants. La diplomatie d'Ancien Régime en est ébranlée. La France nouvelle entre en conflit avec le droit traditionnel, établi non sur la volonté des populations, mais sur celle des princes absolutistes de l'ancienne Europe .
En ces premières journées du début de la Législative, la très grande majorité des députés croit à la sincérité du roi et à son attachement au nouveau régime. Les Girondins commencent, dès le début de la législature, à faire subir leur ascendant à l'Assemblée. Ils veulent mettre le roi au pied du mur et démasquer les traîtres. Déjà, pour une partie de l'opinion publique française, la guerre est inévitable, sinon souhaitable . Les Girondins estiment que la Révolution ne peut être assurée que si elle prend une attitude ferme face aux différents monarques européens. Ils les somment de disperser les émigrés. En cas de refus, ils préconisent la guerre.
Leur idéalisme les pousse aussi à croire à la mission régénératrice de la Révolution en Europe et les encourage à se lancer dans le prosélytisme révolutionnaire. « Le moment est venu d'une nouvelle croisade : c'est une croisade de liberté universelle », s'exclame Brissot le 31 décembre 1791 au club des jacobins .

### Les mouvements révolutionnaires européens (1780-1792)
Divers mouvements révolutionnaires avaient pris naissance au début des années 1780 et s'étaient développés en Europe, bien décidés à renverser les régimes autocratiques en place dans leurs pays respectifs. Toutes ces velléités révolutionnaires avaient été écrasées avant 1789. De ce fait, la France, dont la Révolution semble triompher, apparaît alors comme un relais dans le mouvement révolutionnaire européen et relance les aspirations de ces patriotes étrangers, dont la plupart ont trouvé refuge sur son sol. Les Girondins, qui préconisent la guerre, sont aussi poussés par certains patriotes belges, hollandais, suisses, italiens, savoyards, allemands, dont ils sont proches et qui comptent bien prendre leur revanche et rentrer dans leur pays en vainqueurs . Le député girondin Maximin Isnard résume leur idée au Club des jacobins en brandissant une épée au sein de cette assemblée et en affirmant : « Le peuple français poussera un grand cri et tous les autres peuples répondront à sa voix. La terre se couvrira de combattants, et tous les ennemis de la liberté seront effacés de la liste des hommes ». Au nom des Lumières, les Girondins sont favorables à la guerre, et à une guerre de libération au-delà des frontières nationales, pour libérer les autres peuples d'Europe.

### Les premières initiatives des Girondins
Ainsi, le 12 octobre 1791, aux Jacobins, le Genevois Étienne Clavière, député suppléant à la Législative, un proche de Brissot, dénonce les menées des émigrés en déclarant que leurs activités principales sont surtout destinées à semer la division à l'intérieur du royaume pour essayer d'entraîner le peuple contre les sociétés patriotiques. À partir du 20 octobre, à l'Assemblée, les Girondins entreprennent d'attaquer méthodiquement les ennemis de la Révolution : le roi et la Cour, l'empereur, les prêtres réfractaires , mais s'en prennent tout d'abord aux émigrés et aux frères de Louis XVI, le comte d'Artois et le comte de Provence, regroupés en armes à Coblence, en Rhénanie.
Ces émigrés français fomentent des projets d'invasions et, dans leur vantardise, se font forts, avec quelques troupes, de soumettre Paris, qui, pour eux, est dominé par quelques groupes d'agitateurs. Contre ceux-ci, les Girondins obtiennent de l'Assemblée un premier décret le 31 octobre 1791, suivi d'un second le 9 novembre. Même si le danger représenté par ces émigrés est exagéré, cette question devient primordiale .

### Le débat de novembre 1791 contre les rassemblements d'émigrés

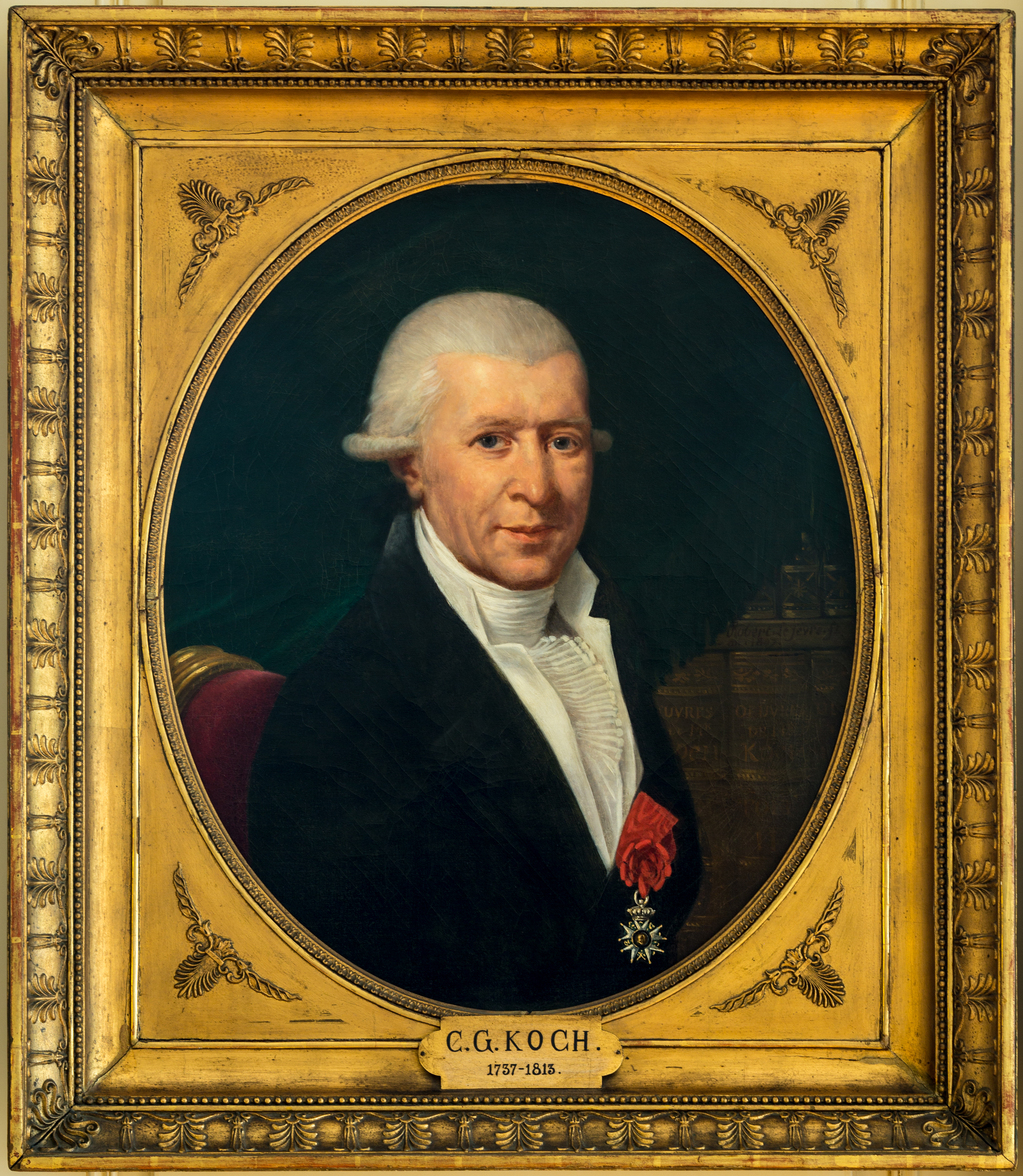
Christophe-Guillaume Koch.

Le 22 novembre 1791, sous la pression des Girondins, Christophe-Guillaume Koch, rapporteur du comité diplomatique, énonce des propositions mesurées sur les mesures à prendre contre les rassemblements de nobles émigrés aux frontières, proposant d'ouvrir des négociations auprès des puissances limitrophes sur ce sujet. Quelques jours plus tard, le 27 novembre, deux autres membres de ce comité, le Jacobin Philippe Rühl et le Feuillant Jean Antoine d'Averhoult, intervenant en leur nom propre, se montrent bien plus offensifs. D'Averhoult considère que les émigrés ne sont encore ni très nombreux ni très dangereux, mais qu'il est temps d'agir avant que ce danger ne prenne de l'importance. Il propose de forcer les électeurs de Trèves et de Mayence, ainsi que l'évêque de Spire, à disperser les attroupements d'émigrés hostiles avec un ultimatum au terme duquel, sans action de leur part, la France serait amenée à intervenir par les armes. Sa motion est renvoyée au comité diplomatique, et oblige Koch à présenter le 29 novembre un nouveau rapport sur cette question. Koch atténue le ton de la motion : il ne croit pas utile de recourir dès maintenant à des menaces et remet en exergue l'intérêt de négociations en pressant toutefois le roi de renouveler le corps diplomatique, très critiqué.
Une intervention du Girondin Isnard conclut ces échanges, avec une éloquence guerrière et exaltée, flattant les enthousiasmes révolutionnaires. Ce député proclame ainsi : « Disons à l'Europe que nous respecterons toutes les constitutions des divers Empires, mais que si les cabinets des cours étrangères tentent de susciter une guerre des rois contre la France, nous leur susciterons une guerre des peuples contre les rois. Disons-lui que dix millions de Français, embrasés du feu de la liberté, armés du glaive, de la raison, de l'éloquence, pourraient, si on les irrite, changer la face du monde et faire trembler tous les tyrans sur leurs trônes. ».
Ce débat de novembre 1791 montre la progression des opinions favorables à la guerre, au-delà des Girondins. Les Feuillants, notamment, étaient contre. Mais la nécessité dans laquelle ils se trouvent de conserver le crédit de la Cour, ajoutée à l'évolution rapide des événements, les conduisent à se diviser entre les proches du général La Fayette, les « fayettistes » favorables à une guerre limitée, comme Jean Antoine d'Averhoult, et la tendance « laméthiste » restée attachée à la paix.

### Le double jeu de Louis XVI
Si Louis XVI, contre l'avis de la droite modérée , rejette des décrets qui frappent les émigrés et les prêtres réfractaires, en mettant son veto, le 12 novembre 1791 pour le premier puis le 19 décembre pour le second, il surprend l'Assemblée en consentant à sanctionner le décret contre l'un des princes rhénans, Clément Wenceslas de Saxe, archevêque-électeur de Trèves, au grand étonnement des Girondins, surpris que le roi ait cédé si facilement. Le 14 décembre 1791, il vient annoncer à l'Assemblée qu'il va ordonner à ce prince de chasser les émigrés de ses possessions.
Dans le conseil secret du roi, que dirigent les Feuillants, cette politique belliqueuse dans laquelle s'engage Louis XVI ne manque pas d'inquiéter Barnave et Lessart, le Ministère des Affaires étrangères. Tous deux craignent que ces mesures n'indisposent Léopold II, avec lequel ils correspondent afin de maintenir la paix, indispensable à leurs yeux, pour conserver les acquis et finir la Révolution . Or, avant comme après Varennes, Louis XVI n'a jamais accepté la Révolution qu'en apparence.
Pourtant, quelques mois auparavant, au début de l'automne 1791, le roi n'était pas favorable à une guerre, dont il mesurait tous les dangers. Il est, sur ce sujet, ballotté par des influences multiples. Mais le désir de la majorité de l'Assemblée, appuyée par l'élan patriotique de certains Jacobins de faire la guerre à Léopold II, finit par lui ouvrir les yeux sur cette possibilité exceptionnelle de mettre fin à sa malheureuse situation et de retrouver son ancienne grandeur en favorisant le succès de la coalition contre la Révolution. Si Vienne n'a pas réuni le congrès des puissances qu'il a réclamé, les révolutionnaires lui donnent une occasion inespérée de mettre fin à cette Constitution qui lui a été imposée . Désormais, le parti de la guerre se trouve aussi à la Cour. Et le roi ne s'économise pas pour provoquer le conflit.
Les petits princes allemands possessionnés d'Alsace, le margrave de Bade, le prince de Nassau et les archevêques de Trèves et de Mayence, dépendant directement de l'empereur du Saint-Empire dont ils sont les vassaux, ont été spoliés par l'abolition des droits féodaux, le 4 août 1789, des propriétés qu'ils détenaient. N'acceptant pas le fait accompli, ils posent des conditions pour disperser les émigrés, qui risquent de faire dégénérer la situation s'ils demandent du secours à Léopold II. Mais, au grand soulagement des Feuillants, l'empereur reste fidèle à sa politique d'intimidation sans affrontement et, le 21 décembre 1791, supprime le principal prétexte pouvant conduire à une déclaration de guerre. Ainsi, le décret obtenu par les députés girondins dans les débats de novembre n'a pas plus de conséquence que les annexions, le 13 septembre 1791, d'Avignon et du Comtat Venaissin .

### L'intervention des Montagnards en marge de l'Assemblée Législative

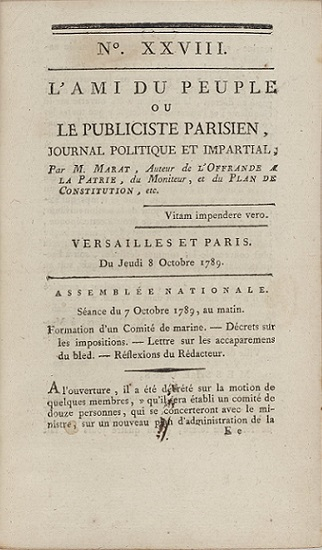
Article de Jean-Paul Marat dans L'Ami du peuple (8 octobre 1789).

Dans l'opinion, le courant favorable à la guerre gagne du terrain. À l'extrême gauche, un des premiers à réagir est Marat, dans son journal L'Ami du peuple du 1er décembre 1791. Il voit dans la guerre un piège pour les forces révolutionnaires. « Je tremble », écrit-il, « que l'Assemblée, hâtée par les jongleurs prostitués à la Cour, ne se prête elle-même à entraîner la nation dans l'abîme. ». Le journal de Louis-Marie Prudhomme, Les Révolutions de Paris, lui emboîte le pas dès le 3 décembre. Le 5 décembre 1791, Billaud-Varenne s'exprime au club des Jacobins,.
Alors que Marat est contraint de suspendre la parution de l'Ami du Peuple le 15 décembre 1791, Nicolas Billaud-Varenne, Camille Desmoulins, François Anthoine, Jean-Marie Collot d'Herbois, Georges Danton, Edmond Dubois-Crancé, Amédée Doppet, Jullien de Paris, les journaux Les Révolutions de Paris, le Père Duchesnes de Jacques Hébert, la Semaine Politique et littéraire de Joseph Dusaulchoy et surtout Robespierre multiplient les interventions ou les écrits contre la guerre durant ce mois de décembre. Parmi les chefs montagnards, Robespierre devient en effet l'opposant à la guerre le plus obstiné. Il combat avec persévérance, au sein des sociétés populaires, les idées de Brissot et des Girondins qui y rencontrent un certain écho, en tentant de démontrer que la guerre ne sera pas facile, que la victoire risque de donner à la Révolution des généraux aspirant à la dictature militaire et que les soldats français ne seront absolument pas reçus comme des libérateurs. Il recommande de régler les problèmes intérieurs, avant de se lancer dans une guerre, si celle-ci est réellement nécessaire. Mais on relève aussi les interventions d'Olympe de Gouges en accord au début du conflit Girondins/ Montagnards avec les seconds, malgré ses liens d'amitié avec Vergniaud. Ainsi écrit-elle quelques jours avant la déclaration de guerre du 20 avril 1792 :
... il faut convaincre, et rendre à chacun la liberté de délibérer sur le sort de son pays […] voilà ma motion, et je m’oppose, comme M. Robespierre, au projet de la guerre...

### Nouveaux débats à l'Assemblée Législative en janvier 1792
En janvier 1792, les débats sur la situation politique de la France au sein de l'Europe reprennent et se succèdent, à la suite d'une note du prince de Kaunitz, chancelier de cour et d'État des Habsbourg, indiquant les préoccupations de Léopold II, et son intention de prêter assistance à l'électeur de Trèves en cas d'incursion sur son territoire. La note parle également d'un concert des souverains, accréditant l'idée d'une alliance des rois contre la Révolution. L'idée d'un conflit se généralisant comme un jeu de dominos commence à prendre corps. Le 4 janvier, Maximin Isnard, un des chefs de la Gironde, déclare la guerre indispensable.
Le 14 janvier, Armand Gensonné, membre du comité diplomatique de l'Assemblée et du parti girondin, présente un rapport sur la situation politique de la France à l'égard de l'empereur romain germanique. Le 17 janvier, Brissot, un autre des chefs de file du parti girondin, également membre du comité diplomatique, prend la parole à son tour dans le débat ouvert par ce rapport de Gensonné. Il désigne l'empereur Léopold II (frère de Marie-Antoinette) comme l'ennemi véritable et souhaite que la France révolutionnaire lui déclare la guerre.
Un troisième député girondin, Pierre Victurnien Vergniaud, intervient à sa suite. Dans son intervention à la tribune, il souligne l'« état d'incertitudes et d'alarmes » dans le pays. Il appelle aux armes, y mettant toute son éloquence, et termine avec emphase en s'adressant aux membres de l'Assemblée, leur affirmant : « Osez vous associer à la justice éternelle ; sauvez la liberté des efforts des tyrans ; vous serez tout à la fois les bienfaiteurs de votre patrie et ceux du genre humain. » Un discours brillant pour appeler à la guerre, utilisant les thèmes de la justice, de l'universalisme des droits de l'Homme et de la fierté nationale.
D'Averhoult, qui avait poussé aux toutes premières démarches d'ultimatum contre les émigrés et les princes-électeurs germaniques, intervient alors pour s'opposer à une telle déclaration de guerre. Il met d'ailleurs en exergue les premières mesures des grands électeurs pour disperser les émigrés. Puis il appelle à la raison les députés. À vouloir hâter la propagation des idées de la Révolution et faire le bonheur des peuples à leur place, comme le suggère Vergniaud, on peut mettre en danger la Révolution et répandre une guerre destructrice. « Devez-vous, s'exclame-t-il, laisser à la philosophie elle-même le soin d'éclairer l'univers, pour fonder, par des progrès plus lents mais plus sûrs, le bonheur du genre humain et l'alliance fraternelle de tous les peuples ? Ou bien devez-vous, pour hâter ces effets, risquer la perte de votre liberté et celle du genre humain, en proclamant les Droits de l'homme au milieu du carnage et de la destruction ? ».
Ses propos portent en partie. Curieusement, le point de vue de Jean Antoine d'Averhoult, partagé par une majorité des membres du club des Feuillants, rejoint celui du parti diamétralement opposé au sein de l'Assemblée, proches de Maximilien de Robespierre, convaincus du danger pour la Révolution d'oublier sa vocation pacifique inscrite dans la Constitution de 1791. Le décret du 25 janvier 1792 qui conclut les débats est une injonction agressive à l'empereur, qui n'apaise pas la tension internationale. Mais pour autant, ce n'est pas encore une déclaration de guerre, et l'empereur Léopold II, dans les faits, temporise.

### L'escalade entre la France et l'Empire en février et mars 1792

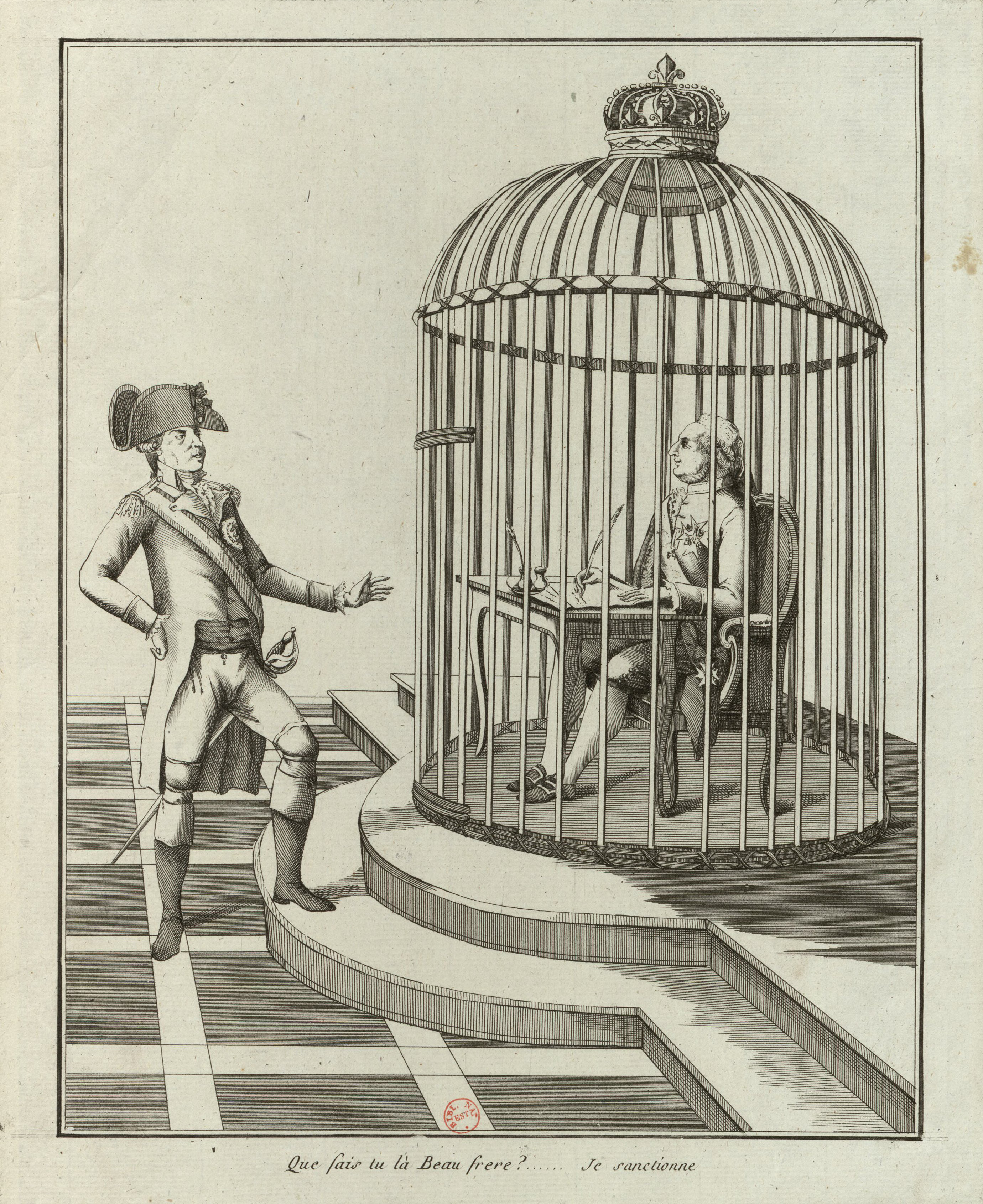
L'empereur Léopold II (empereur des Romains) demandant à Louis XVI, encagé : « Que fais-tu là beau-frère ?… »
« Je sanctionne. ».

Néanmoins, si Louis XVI espère secrètement, comme les tenants de la guerre, que l'électeur de Trèves et l'empereur refusent l'ultimatum et se lancent dans l'intervention souhaitée, Léopold II, encore une fois, ajourne l'intervention et renouvelle la sommation de Pillnitz — qu'il reprendra avec plus de force encore le 17 février et le 18 mars 1792 — mais fait savoir que, si les princes rhénans sont agressés, il ne manquera pas de leur porter secours. Toutefois cette réponse a un ton provocant qui heurte la fierté nationale et le patriotisme des Français, à cette date pour la plupart, déjà convaincus de la nécessité d'une guerre. Cela provoque la colère des bellicistes parisiens; dès lors, la cause des Jacobins devient une cause nationale. Le  décret du 25 janvier, invitant l'empereur à résilier « tout traité et convention dirigés contre la souveraineté, l'indépendance et la sûreté de la nation » ne fait que pousser le Saint-Empire dans les bras de la Prusse et se traduit par l'accord du 16 février 1792.
La politique d'intimidation poursuivie par Léopold II, depuis la fuite de Louis XVI, et les dispositions belliqueuses de Frédéric-Guillaume II — toujours prêt à agrandir ses possessions — ajoutées à l'importance de la déclaration de Pillnitz sont bien loin de provoquer l'effet de crainte escomptée par ceux-ci et font au contraire le jeu des va-t-en-guerre jacobins ; les Girondins, par leurs discours passionnés contre les émigrés, ont réussi à communiquer au Centre, longtemps hésitant, leur ardeur guerrière. Les attaques répétées de Brissot et des Bordelais, méthodiquement développées, galvanisent l'opinion pour l'amener peu à peu à se retourner essentiellement contre l'empereur du Saint-Empire, symbole de l'Ancien Régime, tandis que la Cour, hypocritement, se réjouit de la démarche du ministre de la Guerre comme des déclarations agressives des Girondins.
La mort inattendue, le 1er mars suivant, de l'empereur Léopold II, prince conciliant qui, maladroitement, a essayé de préserver la paix, augmente le risque d'un conflit, car son fils et successeur, François II, moins accommodant, est hostile à toute discussion et voit dans la Révolution l'ennemi à abattre.

### Les alliances
Posée à l'Assemblée, le 25 janvier 1792, la question des alliances, pourtant débattue, est négligée par les tenants de la guerre. Le traité d'alliance de 1756 avec l'Empire, qui de fait se délie par l'évolution des événements, est dénoncé par la France . L'espoir des Girondins repose, un peu naïvement, sur l'idée que l'Angleterre et surtout la Prusse, pays éclairé par excellence, avec lesquels ils entretiennent des pourparlers, s'allieront avec la France contre l'Empire, ou du moins resteront neutres. Le ministère des Affaires étrangères envoie Talleyrand en Grande-Bretagne pour rassurer les Anglais et obtenir un emprunt, ainsi que le comte de Ségur au roi de Prusse pour essayer d'obtenir sa neutralité. Ces démarches n'aboutissent à rien.
Aucune de ces puissances ne veut souscrire une alliance avec la France révolutionnaire. La Prusse respectera l'accord passé avec Léopold II le 16 février, entrant en guerre au côté des Impériaux en juillet 1792, et seule l'Angleterre restera neutre. Diplomatiquement, la France se retrouve isolée en Europe, coupée de ses alliés traditionnels .

### Le gouvernement jacobin, ou gouvernement girondin
La division survenue chez les Feuillants permet à La Fayette, un peu vexé d'avoir été écarté par la Cour en faveur de la tendance « laméthiste », d'imposer le 9 décembre 1791 au ministère de la Guerre le comte de Narbonne, partisan d'un conflit armé avec le Saint-Empire. Les laméthistes se trouvent d'emblée hostiles au nouveau ministre. Néanmoins, ceux-ci ne peuvent s'opposer à sa nomination car leurs chefs, qui conseillent la Cour, sont éclaboussés par le veto que Louis XVI a mis aux décrets de l'Assemblée, et la colère populaire se tourne contre eux.

Le Saint-Empire romain en 1789 (en vert clair, les États-membres semi-indépendants).

Le comte de Narbonne est proche de Brissot par ses idées en politique étrangère, notamment sur la guerre, mais demeure, contrairement aux Girondins, opposé à la chute de la monarchie. Narbonne, ayant critiqué l'inertie de Louis XVI et demandé le remplacement des ministres constitutionnels, est attaqué par de Lessart, le ministre feuillant des Affaires étrangères opposé à sa politique belliqueuse, lequel obtient son renvoi le 10 mars 1792.
Valdec de Lessart, défenseur d'une politique pondérée résolument opposée à la guerre, est depuis longtemps l'homme à abattre des bellicistes jacobins, et particulièrement des Girondins. Ceux-ci profitent du limogeage de Narbonne pour attaquer violemment Lessart à l'Assemblée, suivis par les partisans de la guerre, en l'accusant de trahison. Les Girondins Brissot et Vergniaud demandent et obtiennent de l'Assemblée qu'il soit décrété d'arrestation et envoyé devant la Haute Cour d'Orléans.
Paradoxalement le ministre feuillant, arrêté à la suite de cette attaque agressive de la gauche, ne sera pas défendu par ses amis de la droite royaliste modérée, muette et désemparée, dont il n'a pourtant fait qu'appliquer fidèlement la politique. Alors, pris de peur, tous les autres ministres feuillants démissionnent, et, le 15 mars suivant, jouant la politique du pire, Louis XVI fait nommer un ministère patriote, en majorité acquis à la cause des Girondins. C'est pour les Feuillants un désaveu de leur politique de paix, car, s'ils désiraient stabiliser la Révolution, ils doivent se rendre à l'évidence que, contrairement à leurs souhaits, celle-ci n'est pas achevée.
Dix jours plus tard, le 25 mars 1792, l'ultimatum remis par la France à François II, roi de Bohême et de Hongrie, pour faire disperser les rassemblements d'émigrés en Rhénanie, est repoussé. Dès lors, la guerre est inévitable, et la politique des Girondins, partisans d'un conflit armé depuis le 20 octobre 1791, arrive à sa conclusion. Toutefois, rien ne permet de penser qu'ils seraient parvenus à la conduire sans le changement de position de La Fayette et de ses partisans — avec cependant la différence que les premiers veulent renverser le trône, alors que les seconds souhaitent le relever — et sans la dissimulation et la complicité de la Cour.

## La déclaration de guerre et ses suites

### Louis XVI à l'Assemblée
Si Louis XVI a perdu ses antiques privilèges de monarque absolu, la nouvelle Constitution, qu'il a acceptée le 14 septembre 1791, ne le laisse pas sans pouvoir pour autant. Même si son autorité directe est très limitée, le roi possède le titre de représentant de la Nation et continue de nommer les ministres, les ambassadeurs, les chefs de l'armée, les hauts fonctionnaires  et, s'il n'a plus « le droit de guerre », aux termes du décret du 22 mai 1790 dit « déclaration de paix au monde », l'Assemblée législative ne peut déclencher les hostilités que si le roi vient le lui demander.
C'est pourquoi, le 20 avril 1792, Louis XVI se rend à l'Assemblée législative et se fait lire le long rapport par Charles François Dumouriez, le ministre des Affaires étrangères, concluant à une déclaration de guerre sous certaines conditions : « la Nation française, fidèle aux principes consacrés par sa Constitution n'entreprend aucune guerre dans la vue de faire des conquêtes, et n'emploie jamais ses forces contre la liberté d'aucun peuple, ne prend les armes que pour la défense de sa liberté et de son indépendance » ; mais toutes les responsabilités sont rejetées sur les Impériaux. Le roi propose alors à l'Assemblée de déclarer la guerre au roi de Bohême et de Hongrie, c'est-à-dire au futur empereur non encore élu à ce moment. Les députés votent ensuite le décret, proposé par Gensonné, qui décide de l'ouverture des hostilités ; 7 votes feuillants et les trois députés cordeliers sur 750 sont négatifs. Les sept députés feuillants sont : Baert, Louis Becquey, Mathieu Dumas, Gentil, Hua, Jaucourt, et Théodore de Lameth ; les trois cordeliers sont Chabot, Basire, Merlin de Thionville. Robespierre n'est pas député.
La guerre est déclarée au « roi de Bohême et de Hongrie ». Par cette formule, clause de style qui s'explique par le fait que le souverain habsbourgeois n'a pas encore été couronné empereur, l'Assemblée législative indique qu'elle ne désire pas faire la guerre à la totalité des États allemands du Saint-Empire romain, mais uniquement à la maison d'Autriche. Pour les Français, qui s'attendaient au conflit depuis longtemps, l'accueil de cette nouvelle se fait dans le calme.

### Début de la guerre, des premières défaites à la victoire de Valmy

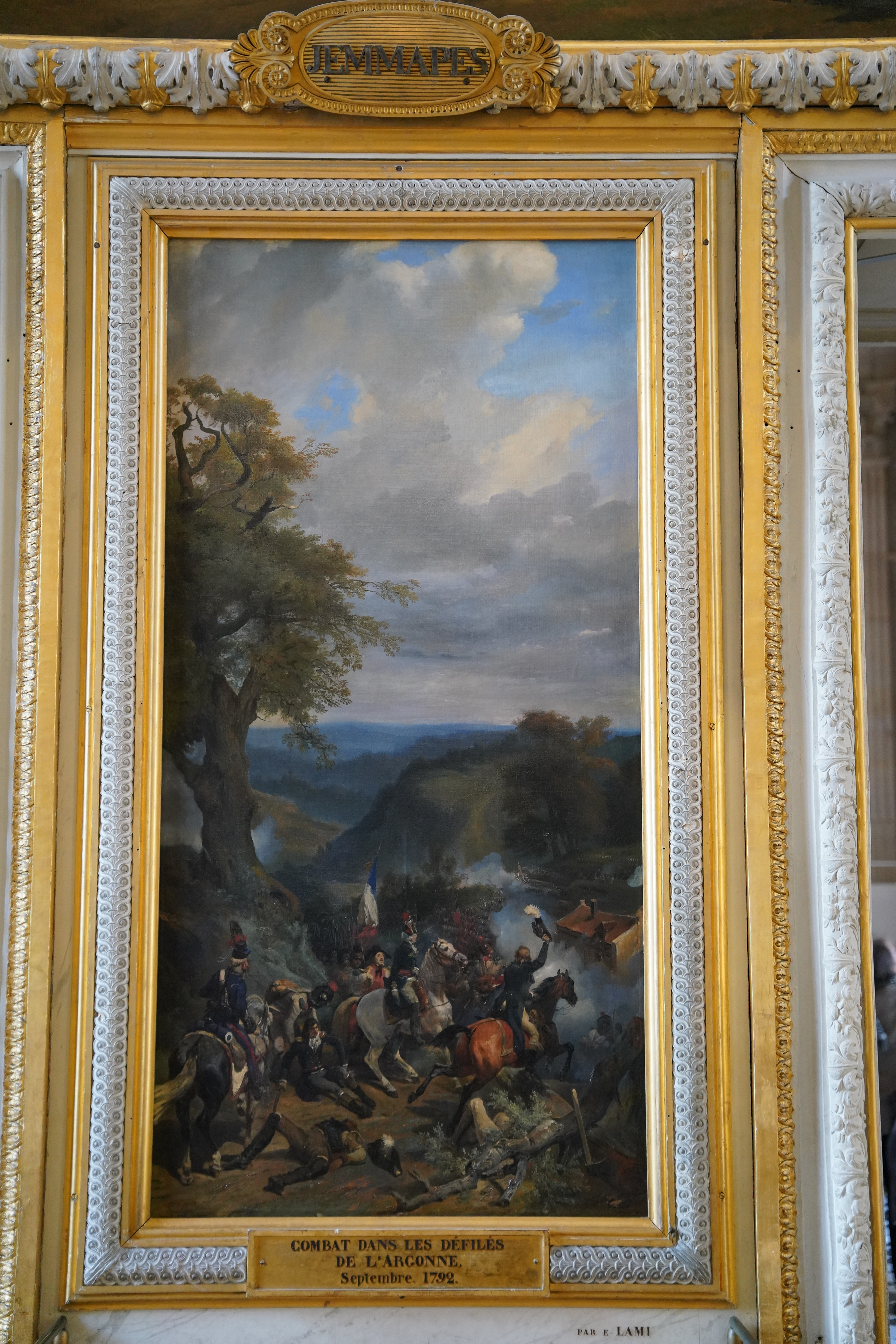
Les défilés de l'Argonne, salle de 1792, Versailles par Lami.

Ceux qui, comme les Girondins, ont cru à une victoire rapide, ou bien, comme La Fayette, à des opérations limitées, comprennent vite, dès les premières défaites, que la guerre sera plus longue et plus dure à mener qu'ils ne l'ont imaginé. Aussi, la guerre déclarée dans l'enthousiasme général au mois d'avril est devenue rapidement une source de tensions multiples. Dès le début des hostilités, l'armée est en plein bouleversement car le conflit politique et social l'a gagnée, opposant les troupes et le commandement aristocratique ; la confiance n'existe plus et la discipline s'en ressent.
L'émigration de nombreux officiers nobles a désorganisé l'armée française. La chaîne de commandement n'est plus assurée, ou l'est mal. Le 18 mai, la situation est si catastrophique que La Fayette, ainsi que les autres généraux, sollicitent le roi pour demander la paix : une trêve de trois mois est conclue. Le 6 juillet 1792, la Prusse entre en campagne aux côtés des Impériaux, et l'Assemblée proclame « la Patrie en danger » le 11 juillet suivant. Le manifeste de Brunswick, attribué au commandant des forces austro-prussiennes, connu à Paris le 1er août, promet « une exécution militaire et une subversion totale » s'il est fait la moindre violence à la famille royale.

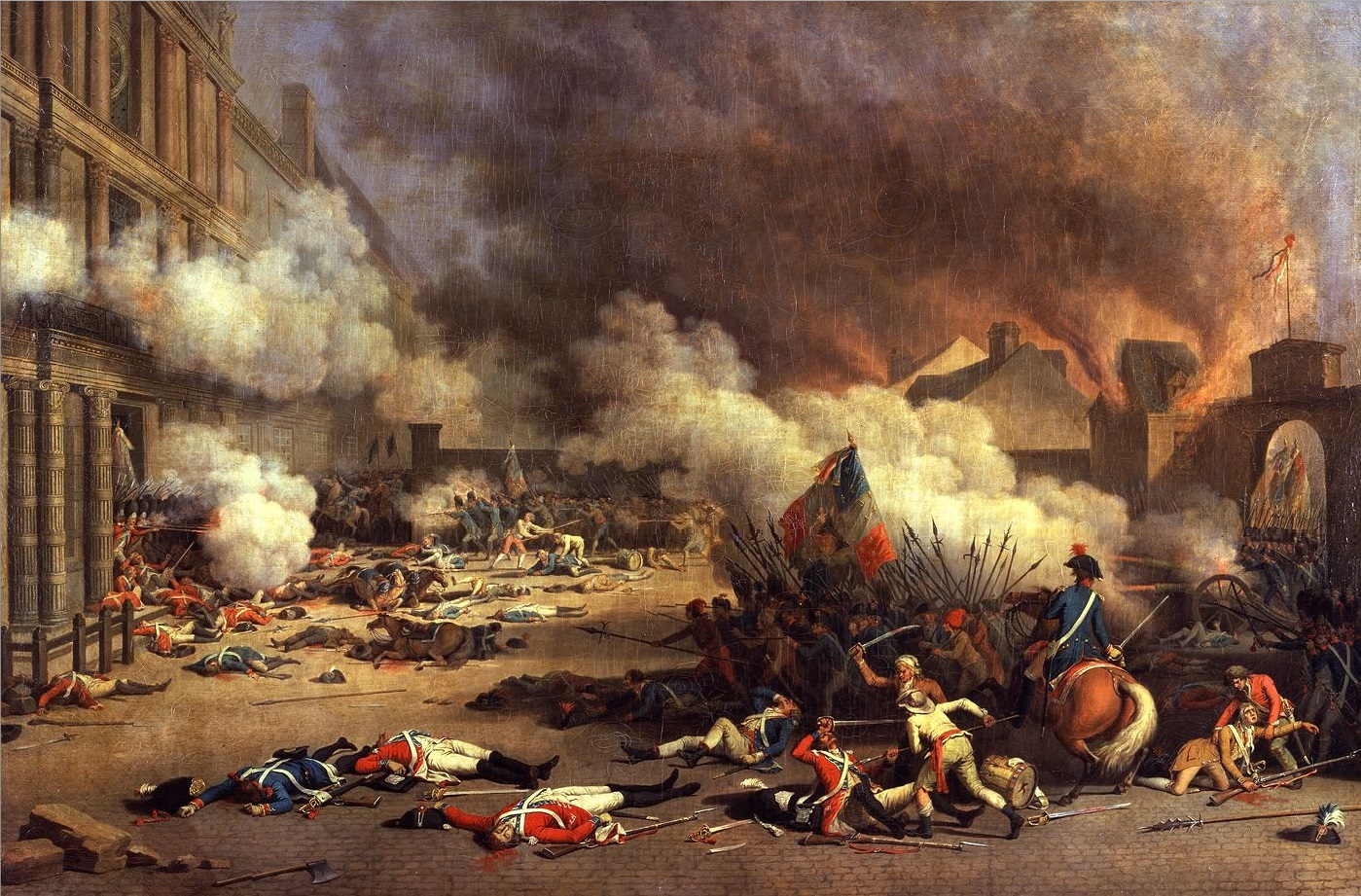
Prise du palais des Tuileries le 10 août 1792, durant la Révolution française, de Jacques Bertaux.

Loin d'intimider la population, cette proclamation contribue à précipiter les événements du 10 août, qui aboutissent à la suspension du roi. En même temps, sous le commandement unique du duc de Brunswick, les armées austro-prussiennes pénètrent en France : Longwy capitule le 23 août tandis que Verdun est assiégée, Thionville est encerclée et bombardée et, sur le front nord, la situation n'est pas meilleure car Lille est soumise aux intenses bombardements de l'armée autrichienne. Le 19 août, le général La Fayette, après avoir tenté vainement de retourner son armée contre Paris, passe à l'ennemi. Le 29 août, la prise de Verdun ouvre la route de Paris aux armées ennemies.
Charles François Dumouriez, après le veto royal du 13 juin 1792, a démissionné du gouvernement patriote et est parti pour l'armée du Nord, où il médite d'envahir la Belgique, afin de couper la route de Paris au généralissime des armées ennemies. Mais la prise de Verdun lui fait comprendre que le prochain objectif de son adversaire sera la Champagne. Pour arrêter l'avance de celui-ci, il décide de verrouiller les défilés de l'Argonne, et fait appel à Kellermann afin de regrouper leurs forces sur la butte de Valmy. Le 20 septembre 1792, la République désirée par le peuple, laquelle sera proclamée à Paris le lendemain par la nouvelle Assemblée nationale, remporte sa première victoire. La victoire de Valmy, connue à Paris le lendemain, déclenche l'enthousiasme mais aussi le soulagement des Parisiens : l'invasion est arrêtée. Jusqu'au 1er février 1793, date du début de la Première Coalition, la République va être conquérante.

## Les responsabilités de la guerre
Dans le prolongement des analyses d'Albert Sorel et de Jean Jaurès, la tendance dominante chez les historiens de la Révolution française de toutes couleurs politiques, au XXe siècle, a été d'attribuer la responsabilité de la guerre contre l'Autriche en 1792 presque exclusivement aux Girondins. Les responsabilités sont sans doute plus complexes. Il faut prendre en compte également la faiblesse de l'opposition à cette guerre dans les autres partis ou factions, la position ambiguë des fayettistes, les tergiversations des Feuillants à droite comme des futurs Montagnards à l'extrême gauche, le poids de mouvements populaires et de l'opinion en France, avec ce mythe d'un « complot autrichien », et ce sentiment anti-autrichien légué par les conflits de l'Ancien Régime, comme la guerre de Sept Ans, mais aussi l'agitation des émigrés aux frontières. La diplomatie autrichienne a également joué un rôle crucial par ses discours d'intimidation, de faux signaux suggérant que la Révolution était en danger.
Après la fuite manquée de Louis XVI, l'importance de la déclaration, concluante mais maladroite, de Pillnitz et sa large diffusion — cela même si par la suite l'empereur Léopold II fit preuve de sa bonne volonté en faisant pression sur l'électeur de Trèves pour qu'il disperse les émigrés — illustrent cette politique d'intimidation envers l'Assemblée, s'appuyant sur les dispositions belliqueuses de Frédéric-Guillaume II, avec lequel l'empereur autrichien n'a jamais cessé de poursuivre les pourparlers.
Toutes ces manœuvres indisposent les révolutionnaires, qui n'acceptent pas d'ingérence étrangère dans les affaires françaises et dans les nouvelles façons qu'ils ont de les mener ; ainsi, l'historien Michel Vovelle pose la question de savoir si la faute revient uniquement à la France quand les souverains européens en arrivèrent à une intervention. Son confrère Georges Lefebvre aboutit à la conclusion que les torts sont partagés et que dans l'état où se trouvaient l'Europe et la France, la politique de la Gironde pouvait se défendre.
Pour les historiens François Furet et Denis Richet, les Girondins ne doivent pas porter seuls la responsabilité d'un conflit dont le défi, lancé à l'Europe, est un défi collectif, et ils jugent particulièrement que l'opposition robespierriste à la guerre a été arbitrairement majorée, puis concluent en se demandant si, en définitive, une évolution conservatrice n'aurait pas fini par triompher si la France était demeurée en paix et que, dans ce cas, l'idéalisme girondin n'aurait pas été pour la gauche la solution la plus réaliste. Sauf que cette opposition robespierriste à la Gironde se radicalise paradoxalement après la déclaration de guerre, au club des Jacobins ou par voie de presse. Robespierre, Collot d'Herbois, Tallien, Danton, Camille Desmoulins, Fréron, Merlin de Thionville, Chabot, Laurent Lecointre, Simond affrontent violemment Brissot, Vergniaud, Roederer, l'abbé Fauchet, Condorcet, Carra. Quand, en mai 1792, dans les Révolutions de Paris, Sylvain Maréchal semble abandonner Robespierre en l'accusant de culte de la personnalité, il est aussitôt accusé par Marat, Camille Desmoulins et Hébert de s'être fait stipendier par Brissot ; ce qui est d'ailleurs faux, son journal restant hostile à la guerre de conquête et de libération par la voie militaire des peuples : c’est aux Révolutions de Paris que l'on doit la célèbre phrase « La liberté ne s'apporte pas au bout des baionnettes ».  Le conflit entre la Gironde et la future Montagne (dans son acception jacobine) entamé en décembre 1791 prend forme, bien avant la chute de la royauté et l'élection à la Convention.